# Disobedience Award
MIT Media Lab Disobedience Award ou Disobedience Award (em português Prêmio por Desobediência) é um prêmio de US $ 250.000 criado com a intenção de reconhecer e apoiar os esforços de um indivíduo ou de uma organização que tenha se envolvido em desobediência ética à autoridade, de maneiras que tenham impacto social positivo. O prêmio recompensa coragem, justiça e engajamento cívico com princípios, juntamente com engenhosidade e assumir riscos. Não recompensa ou tolera comportamento imprudente ou perigoso, ou violência de qualquer tipo.
O Prêmio de Desobediência é um prêmio global aberto a indivíduos e organizações que trabalham em todos os campos, incluindo ciência, medicina, direitos humanos, política, civismo, direito, jornalismo e tecnologia (as indicações devem vir de terceiros, não dos indivíduos ou organizações).
Nas edições passadas, o Prêmio foi atribuído a:
| Ano  | Nome                                             | Afiliação                                                                                             |
| ---- | ------------------------------------------------ | --- |
| 2017 | Mona Hanna-Attisha e Marc Edwards                | Hurley Medical Center’s Pediatric Residency Program e Charles Lunsford Professor of Civil Engineering |
| 2018 | Tarana Burke, BethAnn McLaughlin e Sherry Marts. | Movimentos #MeToo e #MeTooSTEM                                                                        |